# Dairyland
Dairyland è un comune degli Stati Uniti, situato in Wisconsin, nella Contea di Douglas.